# Плешаново (Вологодская область)
Плешаново — деревня в Череповецком районе Вологодской области.
Входит в состав Нелазского сельского поселения, с точки зрения административно-территориального деления — в Нелазский сельсовет.
Расстояние по автодороге до районного центра Череповца — 39 км, до центра муниципального образования Шулмы — 3 км. Ближайшие населённые пункты — Владимировка, Сойволовская, Шулма.
По переписи 2002 года население — 3 человека.